# Даніель Аггер
Даніе́ль Му́нте А́ггер (дан. Daniel Munthe Agger; нар. 12 грудня 1984, Відовре, Данія) — колишній данський футболіст, що грав на позиції захисника. Відомий за виступами у складі збірної Данії та англійського «Ліверпуля».

## Кар'єра

### «Брондбю»
У липні 2004 року він був переведений з молодіжної команди до першої команди «Брондбю», після уходу шведського захисника Андреаса Якобссона. Даніель Аггер швидко зарекомендував себе не тільки як гравець основного складу, а також як один з ключових гравців команди, яка виграла данську Суперліги 2004-05. Незважаючи на свою відносну молодість, після першої половини сезону Аггер був названий «талантом року» у 2004 році.
Після успішного сезону 2004-05 у чемпіонаті Аґґер був призваний до національної збірної з футболу 2 червня 2005 року проти Фінляндії, де Даніель провів увесь матч. У 20 років Даніель Аґґер був нагороджений данським «талантом року» за всіма видами спорту 6 грудня 2005 року.

### «Ліверпуль»
12 січня 2006 року він підписав 4 ½-річний контракт з «Ліверпулем». Перейшовши за 6 мільйонів фунтів стерлінгів, Аггер став найдорожчим футболістом Данії, який був проданий за кордон, а також найдорожчим захисником «Ліверпуля» на той час (зараз найдорожчий — Глен Джонсон, придбаний у «Портсмута» за 17 мільйонів).
Аггер забив свій перший гол за «Ліверпуль» 26 серпня 2006 року в переможному матчі над «Вест Гем Юнайтед» з рахунком 2-1. М'яч було забито з 32 м, його було названо найкращим голом серпня за версією BBC.
Аггер забив свій другий гол за клуб у Кубку Футбольної ліги у виїзному матчі проти «Бірмінгем Сіті». Його третій був у ворота «Арсеналу», переможному матчі з рахунком 4-1 31 березня 2007 року.
Аггер розпочав сезон 2007—2008, забивши два м'ячі у чотирьох матчах. Але в цьому сезоні Даніель у вересні отримав травму, вилікувавшись у січні 2008 року.
11 квітня 2009 Аггер забив третій гол за «Ліверпуль» з 27 метрів проти «Блекберн Роверз». Ліверпуль виграв 4-0.
У травні 2009 року Аггер підписав новий п'ятирічний контракт.
Аггер був прооперований у серпні 2009 року. Повернувся Даніель на поле 25 жовтня того ж року у переможному матчі над «Манчестер Юнайтед», коли мерсісайдці виграли 2-0.
28 лютого 2010 року Даніель зіграв свій 100-й офіційний матч за «Ліверпуль», граючи в переможному матчі над Блекберн Роверз, коли «червоні» виграли вдома 2-1. Сьомий гол за клуб данець забив у ворота «Бенфіки» у Лізі Європи.
У матчі проти «Арсеналу» Аггер з'явився 15 серпня 2010 року, але отримав струс мозку у другій половині гри і пізніше був замінений. Він пропустив наступні кілька ігор.
28 січня 2012 року забив перший гол у ворота «Манчестер Юнайтед» у четвертому раунді кубка Англії, матч завершився перемогою мерсісайдського клубу з рахунком 2-1. 8 травня в останньому домашньому матчі сезону забив у ворота «Челсі».

### Повернення до «Брондбю»
30 серпня 2014 Аггер повернувся в данський «Брондбю» за £ 3 млн, підписавши з клубом 2-річний контракт. Незважаючи на пропозиції в Англії та інших європейських країнах, він хотів грати в країні з менш фізично вимогливою лігою.
У 2016 році Даніель оголосив, що завершить кар'єру після завершення контракту.

## Особисте життя
У Даніеля є молодший двоюрідний брат Ніколай Аггер, який також футболіст, виступає за «Брондбю».
У травні 2010 року Аггер одружився з Софі Нельсон в Данії. У пари є син Джеймі.
Аггер володіє пабом зі своїм дядьком в Данії.

## Татуювання
Даніель Аггер має численні татуювання у тому числі вікінг на верхній частині правої руці, великий малюнок вікінгів і кладовище, у тому числі рік його народження (1984) і латинський вислів «Mors certa, hora incerta» («Смерть неминуча, її час невизначений»). Він також має складну групу татуювань навколо лівого ліктя.

## Статистика виступів

### Статистика клубних виступів
| Сезон                 | Команда               | Чемпіонат             | Чемпіонат | Чемпіонат | Національний кубок | Національний кубок | Національний кубок | Континентальні кубки | Континентальні кубки | Континентальні кубки | Інші змагання | Інші змагання | Інші змагання | Усього | Усього |
| Сезон                 | Команда               | Ліга                  | Ігор      | Голів     | Ліга               | Ігор               | Голів              | Ліга                 | Ігор                 | Голів                | Ліга          | Ігор          | Голів         | Ігор   | Голів  |
| --------------------- | --------------------- | --------------------- | --------- | --------- | ------------------ | ------------------ | ------------------ | -------------------- | -------------------- | -------------------- | ------------- | ------------- | ------------- | ------ | ------ |
| 2004–05               | «Брондбю»             | СЛ                    | 26        | 5         | КД                 | 5                  | 0                  | КУЄФА                | 1                    | 0                    | КЛ            | 4             | 0             | 36     | 5      |
| 2005-січ. 2006        | «Брондбю»             | СЛ                    | 8         | 0         | КД                 | 0                  | 0                  | ЛЧ+КУЄФА             | 4+1                  | 0+0                  | -             | -             | -             | 13     | 0      |
| січ.-черв 2006        | «Ліверпуль»           | ПЛ                    | 4         | 0         | КА+КЛ              | 0+0                | 0+0                | ЛЧ                   | -                    | -                    | -             | -             | -             | 4      | 0      |
| 2006–07               | «Ліверпуль»           | ПЛ                    | 27        | 2         | КА+КЛ              | 1+2                | 0+1                | ЛЧ                   | 12                   | 1                    | СА            | 1             | 0             | 43     | 4      |
| 2007–08               | «Ліверпуль»           | ПЛ                    | 29        | 0         | КА+КЛ              | 0+0                | 0+0                | ЛЧ                   | 1                    | 0                    | -             | -             | -             | 6      | 0      |
| 2008–09               | «Ліверпуль»           | ПЛ                    | 38        | 1         | КА+КЛ              | 1+2                | 0+1                | ЛЧ                   | 5                    | 0                    | -             | -             | -             | 26     | 2      |
| 2009–10               | «Ліверпуль»           | ПЛ                    | 23        | 0         | КА+КЛ              | 1+0                | 0+0                | ЛЧ+ЛЄ                | 4+8                  | 0+1                  | -             | -             | -             | 36     | 1      |
| 2010–11               | «Ліверпуль»           | ПЛ                    | 36        | 0         | КА+КЛ              | 1+1                | 0+0                | ЛЄ                   | 3                    | 0                    | -             | -             | -             | 21     | 0      |
| 2011–12               | «Ліверпуль»           | ПЛ                    | 27        | 1         | КА+КЛ              | 3+4                | 1+0                | ЛЄ                   | 0                    | 0                    | -             | -             | -             | 34     | 2      |
| 2012–13               | «Ліверпуль»           | ПЛ                    | 35        | 3         | КА+КЛ              | 0+0                | 0+0                | ЛЄ                   | 4                    | 0                    | -             | -             | -             | 39     | 3      |
| 2013–14               | «Ліверпуль»           | ПЛ                    | 20        | 2         | КА+КЛ              | 2+1                | 0+0                | -                    | -                    | -                    | -             | -             | -             | 23     | 2      |
| Усього за «Ліверпуль» | Усього за «Ліверпуль» | Усього за «Ліверпуль» | 296       | 9         |                    | 19                 | 3                  |                      | 37                   | 2                    |               | 1             | 0             | 353    | 22     |
| серп. 2014–15         | «Брондбю»             | СЛ                    | 18        | 1         | КД                 | 0                  | 0                  | ЛЄ                   | -                    | -                    | -             | -             | -             | 18     | 1      |
| 2015–16               | «Брондбю»             | СЛ                    | 24        | 1         | КД                 | 1                  | 0                  | ЛЄ                   | 1                    | 0                    | -             | -             | -             | 26     | 1      |
| Усього за «Брондбю»   | Усього за «Брондбю»   | Усього за «Брондбю»   | 76        | 7         |                    | 6                  | 0                  |                      | 7                    | 0                    |               | 4             | 0             | 93     | 7      |
| Усього за кар'єру     | Усього за кар'єру     | Усього за кар'єру     | 372       | 24        |                    | 25                 | 3                  |                      | 44                   | 2                    |               | 5             | 0             | 448    | 29     |

### Статистика виступів за збірну
| Дата       | Місто              | Господарі          | Результат | Гості             | Турнір             | Голи | Примітки   |
| ---------- | ------------------ | ------------------ | --------- | ----------------- | ------------------ | ---- | ---------- |
| 2-6-2005   | Тампере            | Фінляндія          | 0 – 1     | Данія             | товариський матч   | -    |            |
| 17-8-2005  | Копенгаген         | Данія              | 4 – 1     | Англія            | товариський матч   | -    |            |
| 3-9-2005   | Стамбул            | Туреччина          | 2 – 1     | Данія             | Відбір до ЧС 2006  | -    |            |
| 7-9-2005   | Копенгаген         | Данія              | 6 – 1     | Грузія            | Відбір до ЧС 2006  | 1    |            |
| 16-8-2006  | Оденсе             | Данія              | 2 – 0     | Польща            | товариський матч   | -    |            |
| 1-9-2006   | Копенгаген         | Данія              | 4 – 2     | Португалія        | товариський матч   | -    |            |
| 6-9-2006   | Рейк'явік          | Ісландія           | 0 – 2     | Данія             | Відбір до ЧЄ 2008  | -    |            |
| 7-10-2006  | Копенгаген         | Данія              | 0 – 0     | Північна Ірландія | Відбір до ЧЄ 2008  | -    |            |
| 11-10-2006 | Вадуц              | Ліхтенштейн        | 0 – 4     | Данія             | Відбір до ЧЄ 2008  | -    |            |
| 15-11-2006 | Прага              | Чехія              | 1 – 1     | Данія             | товариський матч   | -    |            |
| 6-2-2007   | Лондон             | Данія              | 3 – 1     | Австралія         | товариський матч   | -    |            |
| 24-3-2007  | Мадрид             | Іспанія            | 2 – 1     | Данія             | Відбір до ЧЄ 2008  | -    |            |
| 28-3-2007  | Дуйсбург           | Німеччина          | 0 – 1     | Данія             | товариський матч   | -    |            |
| 2-6-2007   | Копенгаген         | Данія              | 0 – 3     | Швеція            | Відбір до ЧЄ 2008  | 1    |            |
| 6-6-2007   | Рига               | Латвія             | 0 – 2     | Данія             | Відбір до ЧЄ 2008  | -    |            |
| 22-8-2007  | Орхус              | Данія              | 0 – 4     | Ірландія          | товариський матч   | -    |            |
| 8-9-2007   | Стокгольм          | Швеція             | 0 – 0     | Данія             | Відбір до ЧЄ 2008  | -    | 21'        |
| 12-9-2007  | Орхус              | Данія              | 4 – 0     | Ліхтенштейн       | Відбір до ЧЄ 2008  | -    | 29'        |
| 20-8-2008  | Копенгаген         | Данія              | 0 – 3     | Іспанія           | товариський матч   | -    |            |
| 6-9-2008   | Будапешт           | Угорщина           | 0 – 0     | Данія             | Відбір до ЧС 2010  | -    |            |
| 10-9-2008  | Лісабон            | Португалія         | 2 – 3     | Данія             | Відбір до ЧС 2010  | -    |            |
| 11-10-2008 | Копенгаген         | Данія              | 3 – 0     | Мальта            | Відбір до ЧС 2010  | 1    |            |
| 19-11-2008 | Копенгаген         | Данія              | 0 – 1     | Уельс             | товариський матч   | -    |            |
| 11-2-2009  | Афіни              | Греція             | 1 – 1     | Данія             | товариський матч   | -    | 70'        |
| 28-3-2009  | Та-Калі            | Мальта             | 0 – 3     | Данія             | Відбір до ЧС 2010  | -    |            |
| 1-4-2009   | Копенгаген         | Данія              | 3 – 0     | Албанія           | Відбір до ЧС 2010  | -    |            |
| 6-6-2009   | Стокгольм          | Швеція             | 0 – 1     | Данія             | Відбір до ЧС 2010  | -    |            |
| 10-10-2009 | Копенгаген         | Данія              | 1 – 0     | Швеція            | Відбір до ЧС 2010  | -    |            |
| 14-10-2009 | Копенгаген         | Данія              | 0 – 1     | Угорщина          | Відбір до ЧС 2010  | -    |            |
| 27-5-2010  | Ольборг            | Данія              | 2 – 0     | Сенегал           | товариський матч   | -    |            |
| 1-6-2010   | Йоганнесбург       | Австралія          | 1 – 0     | Данія             | товариський матч   | -    |            |
| 5-6-2010   | Аттериджвіль       | ПАР                | 1 – 0     | Данія             | товариський матч   | -    | 57'        |
| 14-6-2010  | Йоганнесбург       | Нідерланди         | 2 – 0     | Данія             | ЧС 2010 - 1-й етап | -    |            |
| 19-6-2010  | Преторія           | Данія              | 2 – 1     | Камерун           | ЧС 2010 - 1-й етап | -    |            |
| 24-6-2010  | Рустенбург         | Данія              | 1 – 3     | Японія            | ЧС 2010 - 1-й етап | -    |            |
| 11-8-2010  | Копенгаген         | Данія              | 2 – 2     | Німеччина         | товариський матч   | -    | кап.       |
| 7-9-2010   | Копенгаген         | Данія              | 1 – 0     | Ісландія          | Відбір до ЧЄ 2012  | -    |            |
| 12-10-2010 | Копенгаген         | Данія              | 2 – 0     | Кіпр              | Відбір до ЧЄ 2012  | -    | 39'        |
| 9-2-2011   | Копенгаген         | Данія              | 1 – 2     | Англія            | товариський матч   | 1    |            |
| 26-3-2011  | Осло               | Норвегія           | 1 – 1     | Данія             | Відбір до ЧЄ 2012  | -    |            |
| 10-8-2011  | Глазго             | Шотландія          | 2 – 1     | Данія             | товариський матч   | -    | 58'        |
| 6-9-2011   | Копенгаген         | Данія              | 2 – 0     | Норвегія          | Відбір до ЧЄ 2012  | -    | кап.       |
| 11-11-2011 | Копенгаген         | Данія              | 2 – 0     | Швеція            | товариський матч   | -    | кап.       |
| 15-11-2011 | Есб'єрг            | Данія              | 2 – 1     | Фінляндія         | товариський матч   | 1    | кап.       |
| 26-5-2012  | Гамбург            | Данія              | 1 – 3     | Бразилія          | товариський матч   | -    |            |
| 2-6-2012   | Копенгаген         | Данія              | 2 – 0     | Австралія         | товариський матч   | 1    | кап. 63'   |
| 9-6-2012   | Харків             | Нідерланди         | 0 – 1     | Данія             | ЧЄ 2012 - 1-й етап | -    | кап.       |
| 13-6-2012  | Львів              | Данія              | 2 – 3     | Португалія        | ЧЄ 2012 - 1-й етап | -    | кап.       |
| 17-6-2012  | Львів              | Данія              | 1 – 2     | Німеччина         | ЧЄ 2012 - 1-й етап | -    | кап.       |
| 15-8-2012  | Оденсе             | Данія              | 1 – 3     | Словаччина        | товариський матч   | -    | кап. 75'   |
| 8-9-2012   | Копенгаген         | Данія              | 0 – 0     | Чехія             | Відбір до ЧС 2014  | -    | кап.       |
| 12-10-2012 | Софія (місто)      | Болгарія           | 1 – 1     | Данія             | Відбір до ЧС 2014  | -    | кап.       |
| 16-10-2012 | Мілан              | Італія             | 3 – 1     | Данія             | Відбір до ЧС 2014  | -    | кап.       |
| 6-2-2013   | Скоп'є             | Північна Македонія | 3 – 0     | Данія             | товариський матч   | -    | кап.       |
| 22-3-2013  | Оломоуць           | Чехія              | 0 – 3     | Данія             | Відбір до ЧС 2014  | -    | кап.       |
| 26-3-2013  | Копенгаген         | Данія              | 1 – 1     | Болгарія          | Відбір до ЧС 2014  | 1    | кап.       |
| 6-9-2013   | Та-Калі            | Мальта             | 1 – 2     | Данія             | Відбір до ЧС 2014  | -    | кап.       |
| 10-9-2013  | Єреван             | Вірменія           | 0 – 1     | Данія             | Відбір до ЧС 2014  | 1    | кап.       |
| 11-10-2013 | Копенгаген         | Данія              | 2 – 2     | Італія            | Відбір до ЧС 2014  | -    | кап.       |
| 15-10-2013 | Копенгаген         | Данія              | 6 – 0     | Мальта            | Відбір до ЧС 2014  | 2    | кап. 65'   |
| 15-11-2013 | Гернінг            | Данія              | 2 – 1     | Норвегія          | товариський матч   | -    | кап.       |
| 5-3-2014   | Лондон             | Англія             | 1 – 0     | Данія             | товариський матч   | -    | кап.       |
| 22-5-2014  | Дебрецен           | Угорщина           | 2 – 2     | Данія             | товариський матч   | -    | кап.       |
| 28-5-2014  | Копенгаген         | Данія              | 1 – 0     | Швеція            | товариський матч   | 1    | кап. 66'   |
| 3-9-2014   | Оденсе             | Данія              | 1 – 2     | Туреччина         | товариський матч   | 1    | кап. 46'   |
| 14-10-2014 | Копенгаген         | Данія              | 0 – 1     | Португалія        | Відбір до ЧЄ 2016  | -    | кап.       |
| 13-6-2015  | Копенгаген         | Данія              | 2 – 0     | Сербія            | Відбір до ЧЄ 2016  | -    | кап.       |
| 4-9-2015   | Копенгаген         | Данія              | 0 – 0     | Албанія           | Відбір до ЧЄ 2016  | -    | кап.       |
| 7-9-2015   | Єреван             | Вірменія           | 0 – 0     | Данія             | Відбір до ЧЄ 2016  | -    | кап.       |
| 8-10-2015  | Брага (Португалія) | Португалія         | 1 – 0     | Данія             | Відбір до ЧЄ 2016  | -    | кап.       |
| 11-10-2015 | Копенгаген         | Данія              | 1 – 2     | Франція           | товариський матч   | -    | кап. 85'   |
| 14-11-2015 | Стокгольм          | Швеція             | 2 – 1     | Данія             | Відбір до ЧЄ 2016  | -    | кап. 45+2' |
| 17-11-2015 | Копенгаген         | Данія              | 2 – 2     | Швеція            | Відбір до ЧЄ 2016  | -    | кап.       |
| 24-3-2016  | Гернінг            | Данія              | 2 – 1     | Ісландія          | товариський матч   | -    | кап. 62'   |
| 29-3-2016  | Глазго             | Шотландія          | 1 – 0     | Данія             | товариський матч   | -    | кап. 64'   |
| Усього     |                    | Матчів             | 75        |                   | Голів              | 12   |            |

## Досягнення
«Брондбю»
- Кубок Данії: 2005
- Чемпіон Данії: 2005
- Володар Кубка данської ліги: 2005

«Ліверпуль»
- Володар суперкубка Англії: 2006
- Володар Кубка Футбольної Ліги: 2012